# Турбаза (Кировская область)
Турбаза — посёлок в Слободском районе Кировской области в составе Ильинского сельского поселения.

## География
Находится на правом берегу реки Белая Холуница на расстоянии примерно 8 км по прямой на восток-северо-восток от районного центра города Слободской.

## История
Известен с 1978 года. В 1989 году учтен 1 житель . 

## Население
Постоянное население не было учтено как в 2002 году, так и в 2010.